# قوانین دوره‌ای
قوانین دوره ای(به انگلیسی Session laws) مجموعه مقرراتی است که توسط یک مجلس قانونگذاری در طول دوره آن مجلس قانونگذاری تصویب شده‌است و اغلب بعد از پایان دوره به عنوان یک جلد محدود منتشر می‌شود. مقررات ایالات متحده در بزرگ، نمونه ای از قوانین دوره‌ای است که دوسالانه منتشر می‌شود، زیرا دوره کنگره ایالات متحده دو ساله است. قوانین دوره ای معمولاً به صورت سالانه یا دوسالانه منتشر می‌شود، بسته به طول دوره مجلس، که به‌طور معمول بستگی به توالی انتخابات عمومی مجلس دارد.